# Legenda aurea

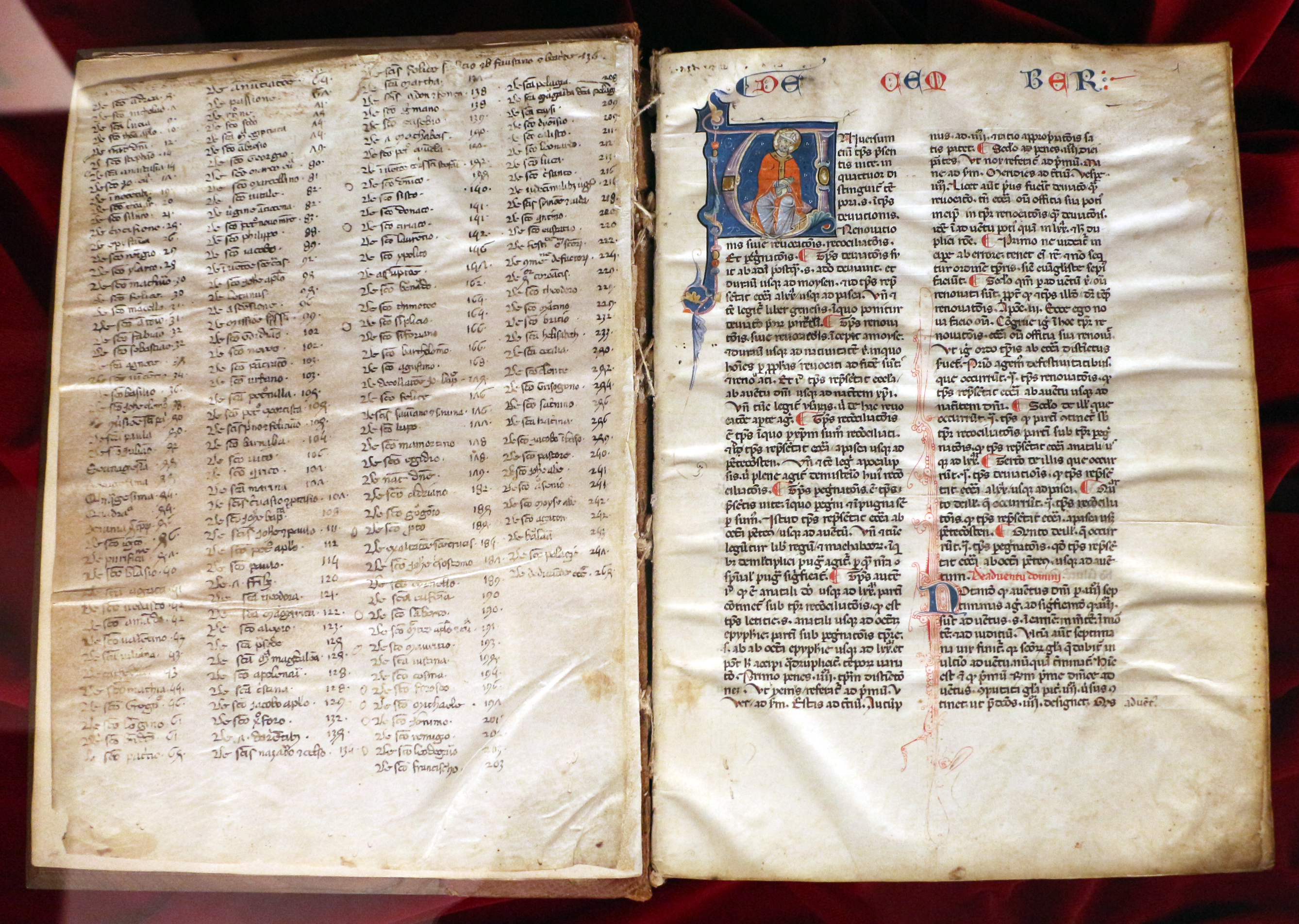
Legenda aurea, ca. 1290, Biblioteca Medicea Laurenziana, Florence

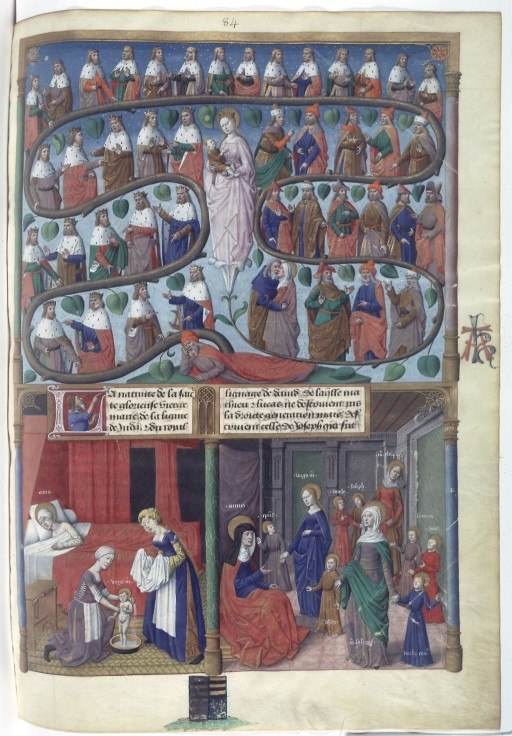
Boom van Jesse, geboorte van Maria en Heilige Maagschap in Franse uitgave van 1480-90 (BnF ms. 245, fol. 84)

De Legenda aurea (Latijn voor "gouden legende" of "gulden legende") is een middeleeuwse verzameling heiligenlevens en kerkelijke feesten (met name Kerstmis, Pasen, Hemelvaart en Pinksteren), geordend volgens het kerkelijk jaar. De samensteller, Jacobus de Voragine, verdeelde het kerkelijk jaar, en daarmee zijn boek, in vijf perioden: 
1. de tempore renovationis (de tijd van vernieuwing) van Advent tot Kerstmis;
2. de tempore reconciliationis et preregrinationis (de tijd van verzoening en pelgrimage) van Kerstmis tot Septuagesima;
3. de tempore deviationis (de tijd van dwaling) van Septuagesima tot en met Goede Vrijdag;
4. de tempore reconciliationis (de tijd van verzoening) van Pasen tot en met de octaaf van Pinksteren;
5. de tempore peregrinationis (de tijd van pelgrimage) van Pinksteren tot Advent.

De Latijnse tekst is in nagenoeg 600 handschriften en in vrijwel 90 drukken vóór 1500 bewaard gebleven. Naast de proloog bevat de Legenda aurea 182 hoofdstukken, waarvan er een twintigtal niet aan het leven van een heilige, maar aan een kerkelijke feestdag zijn gewijd. 

## Geschiedenis
De Legenda aurea werd in het laatste kwart van de 13e eeuw samengesteld en geredigeerd uit reeds bestaande en soms heel oude Latijnse legenden door de Italiaanse dominicaan Jacopo da Varazze, beter bekend als Jacobus de Voragine (1228-1298), aartsbisschop van Genua.
Het boek was in eerste instantie bedoeld als encyclopedisch naslagwerk voor de dominicaanse orde, ook wel de predikheren (Latijn: Ordo praedicatorum) genoemd, die de legenden gebruikten om hun preken te stofferen en te verrijken. In de 14e en de 15e eeuw was het werk buitengewoon verspreid, ver buiten de dominicaanse orde. Ofschoon de schrijver zijn werk bescheiden Legenda sanctorum had betiteld, werd het vrij spoedig uit bewondering algemeen Legenda aurea genoemd. 
De Legenda aurea, gedurende de 15e eeuw ook wel het Passionael genoemd naar de vele lijdensgeschiedenissen, behoorde tot de meest gelezen en gebruikte boeken uit de late Middeleeuwen. Het boek had zo’n groot succes dat het in de loop van de 14e eeuw vertaald werd in de West-Europese volkstalen, waaronder Middelnederlands. Van die vertalingen zijn er vóór 1500 alles samen ongeveer 70 drukken verschenen.
Toen de middeleeuwen op hun eind liepen, werden vele van deze legenden ongeloofwaardig bevonden, omdat de "traditie" aan gezag verloor ten opzichte van de humanistische bestudering van de Bijbel en dan vooral van het in het Grieks geschreven Nieuwe Testament. De Legenda aurea heeft daarom de kritiek van Reformatie én Contrareformatie niet doorstaan, maar bleef wel voortleven in de uitdrukking 'de hele santenkraam', waarmee zowel de beelden en schilderingen van de heiligen die de middeleeuwse kerken sierden alsook de legenden die over hen verteld werden, bedoeld waren. Toch is deze "gouden gids" van blijvend historisch en iconografisch belang, omdat veel middeleeuwse beeldhouwwerken, teksten en schilderingen alleen te begrijpen zijn met kennis van deze Legenda aurea. 

## Nederlandse vertalingen

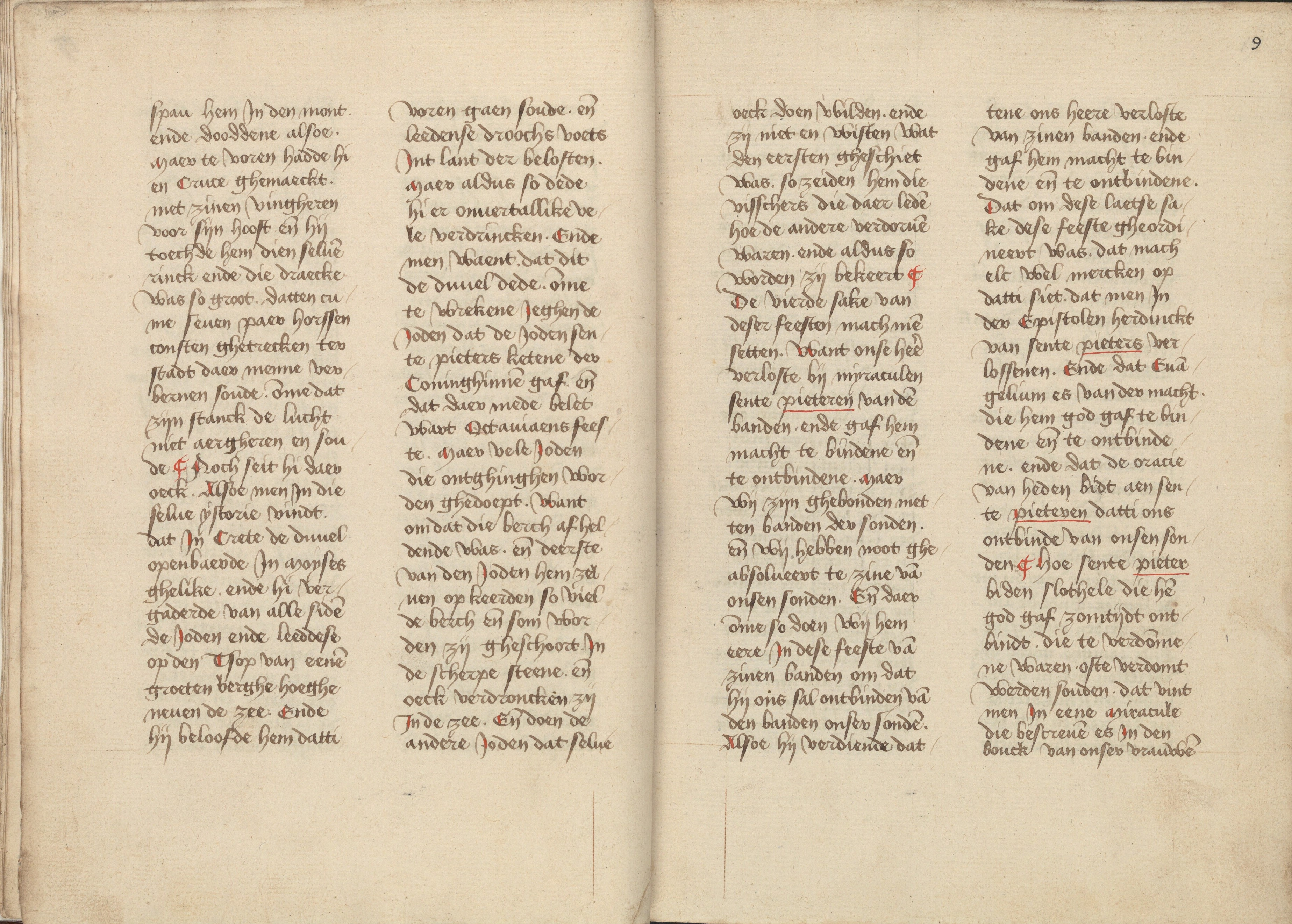
Fragment uit Heiliglevens in het Middelnederlands, 15e-eeuwse vertaling van het zomerstuk uit de Legenda aurea

De oudste Middelnederlandse vertaling werd gemaakt en geredigeerd door de Bijbelvertaler van 1360, door bijbelwetenschappers geïdentificeerd als de kartuizer Petrus Naghel. Naghels vertaling van de Legenda aurea, voltooid op 9 januari 1357, is in talrijke handschriften bewaard gebleven, die uit zowat alle delen van het Nederlandse taalgebied afkomstig zijn. Tal van die handschriften bevatten ook een aantal toegevoegde levens, meestal van lokaal vereerde heiligen. Het oudste bewaarde handschrift van de Zuid-Nederlandse vertaling is hs. Brugge, Sint-Janshospitaal, in 1358 van het origineel afgeschreven; het bevat echter nog slechts het laatste derde van het werk. 
Omdat de vijf delen van deze vertaling zeer ongelijk in omvang zijn en omdat de Gulden legende in de praktijk eigenlijk te dik was voor één boekband, ging men al in begin 15e eeuw om het boek in tweeën delen: een winterstuc (Advent tot en met Hemelvaart) en een somerstuc (Pinksteren tot Advent). Deze tweedeling beviel zo goed dat hij eind 15e eeuw werd overgenomen door de boekdrukkers en de oorspronkelijke vijfdeling volledig verdrong.
Een latere, Noord-Nederlandse vertaling bevat het winterstuk en werd vervaardigd in den Haag in 1470. Het handschrift werd teruggevonden bij het Karmelietenklooster in Gent in 1672 en nu wordt het bewaard in de Universiteitsbibliotheek van Gent. De vertaling werd hoogstwaarschijnlijk gemaakt door J. de Beaumez. Het handschrift bevat de volgende onderdelen:
- Het winterstuk van Jacobus de Voragine tot de hagiografie van Margareta
- Hagiografie van St. Barbara
- Een verhaal over de jeugd van de Heer
- Mirakelverhaal van St. Barbara
- Hagiografie van St. Antonius
- Hagiografie van St. Katharina

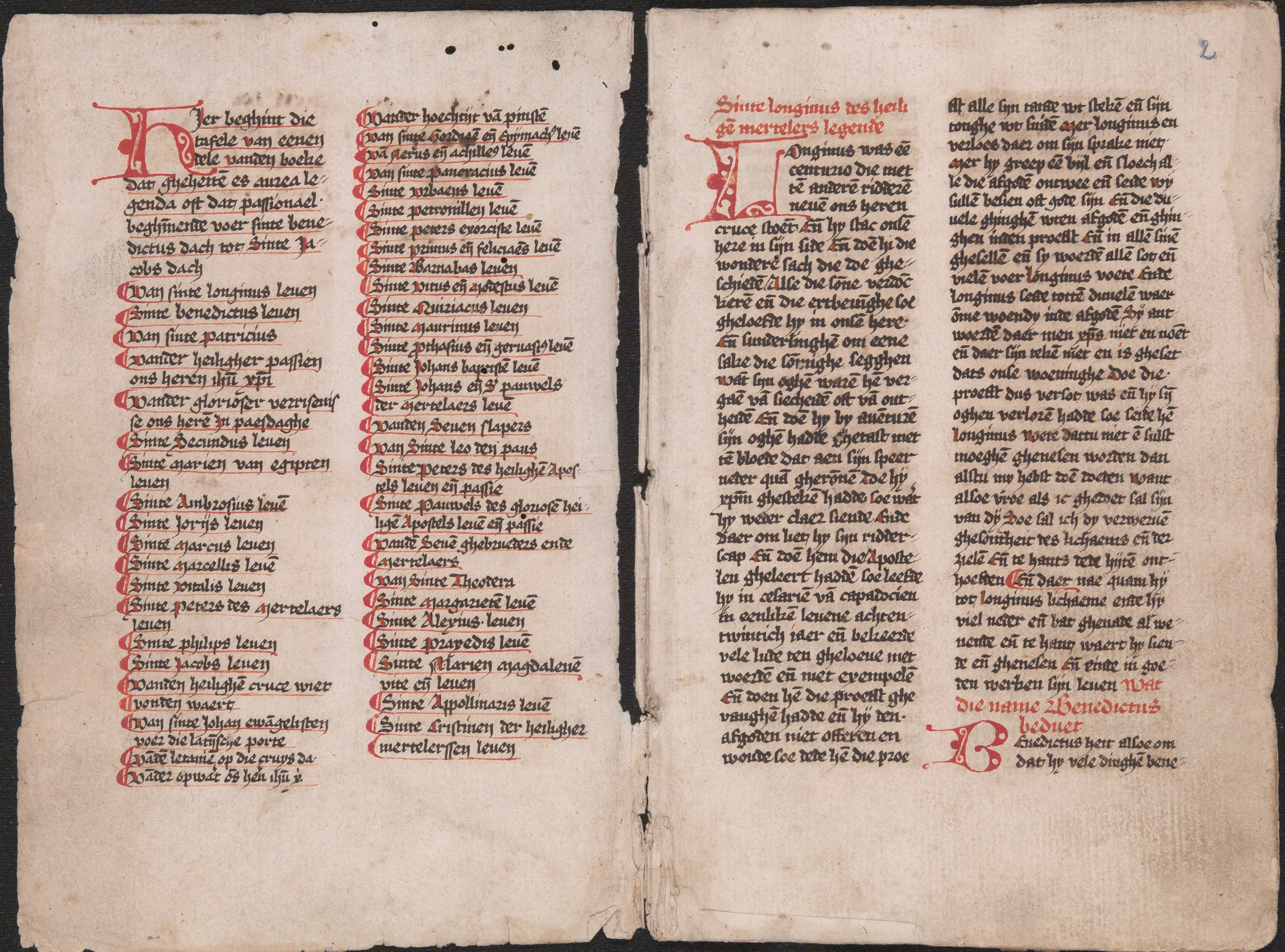
Fragment uit handschrift 896. Vervaardigd in de tweede helft van de 15e eeuw.

Een andere vertaling, afkomstig uit dezelfde bibliotheek, dateert uit de tweede helft van de vijftiende eeuw en kent zijn oorsprong in Sint-Truiden uit het Luciëndaal. Handschrift 896 bevat de Middelnederlandse vertaling van het zomerstuk van de Legenda Aurea en enkele werken naar de hand van Pseudo-Basilius Magnus. Een overzicht:
- Het zomerstuk in de eerste Zuid-Middelnederlandse vertaling
- Inhoudstafel van de resterende verhalen
- Hagiografie van de Heilige Maagd Sint-Dimpna
- Hagiografie van de Sint-Aleidus
- Hagiografie van Sint-Goedele
- Hagiografie van Sint-Gertrudis (deels)
- Hagiografie van Sint-Anthonis
- Colofon

Na de middeleeuwen werden lange tijd geen volledige Nederlandse vertalingen meer vervaardigd. Een keuze uit de hoofdstukken werd geboden in twee bloemlezingen die met een tussenpoos van bijna zestig jaar verschenen. De classicus Jacobus Jan Agathus Zuidweg (1895-1969) publiceerde in 1948 De duizend en een nacht der heiligenlegenden. De Legenda Aurea van Jacobus de Voragine. Na een inleidend gedeelte dat bijna de helft van het boek in beslag neemt, volgt een vertaling van een dertiental hoofdstukken.
In 2006 verscheen, van de hand van de classici Vincent Hunink (1962) en Mark Nieuwenhuis (1968), Jacobus de Voragine, De hand van God. De mooiste heiligenlevens uit de Legenda Aurea.
In oktober 2022 verscheen een integrale vertaling van de Legenda aurea door Ton Hilhorst en Carolien Hilhorst-Boink. Deze vertaling is gebaseerd op de Latijnse tekst in de uitgave van G.P. Maggioni uit 2007 (Maggioni, G.P. en Stella, Fr., Iacopo da Varazze, Legenda aurea (Edizione Nazionale dei Testi Mediolatini 20), 2 dln., Firenze 2007).

## Afbeeldingen

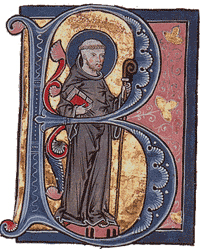
Initiaal met Bernardus van Clairvaux, ca. 1290
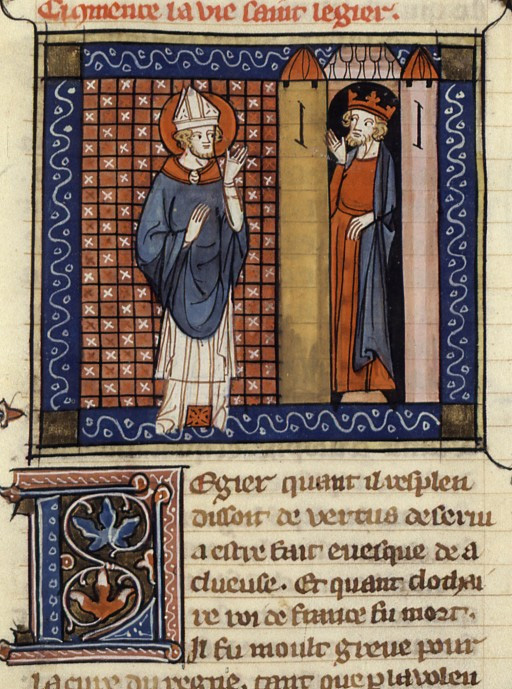
Sint-Leodegarius en koning Childerik II, ca. 1290
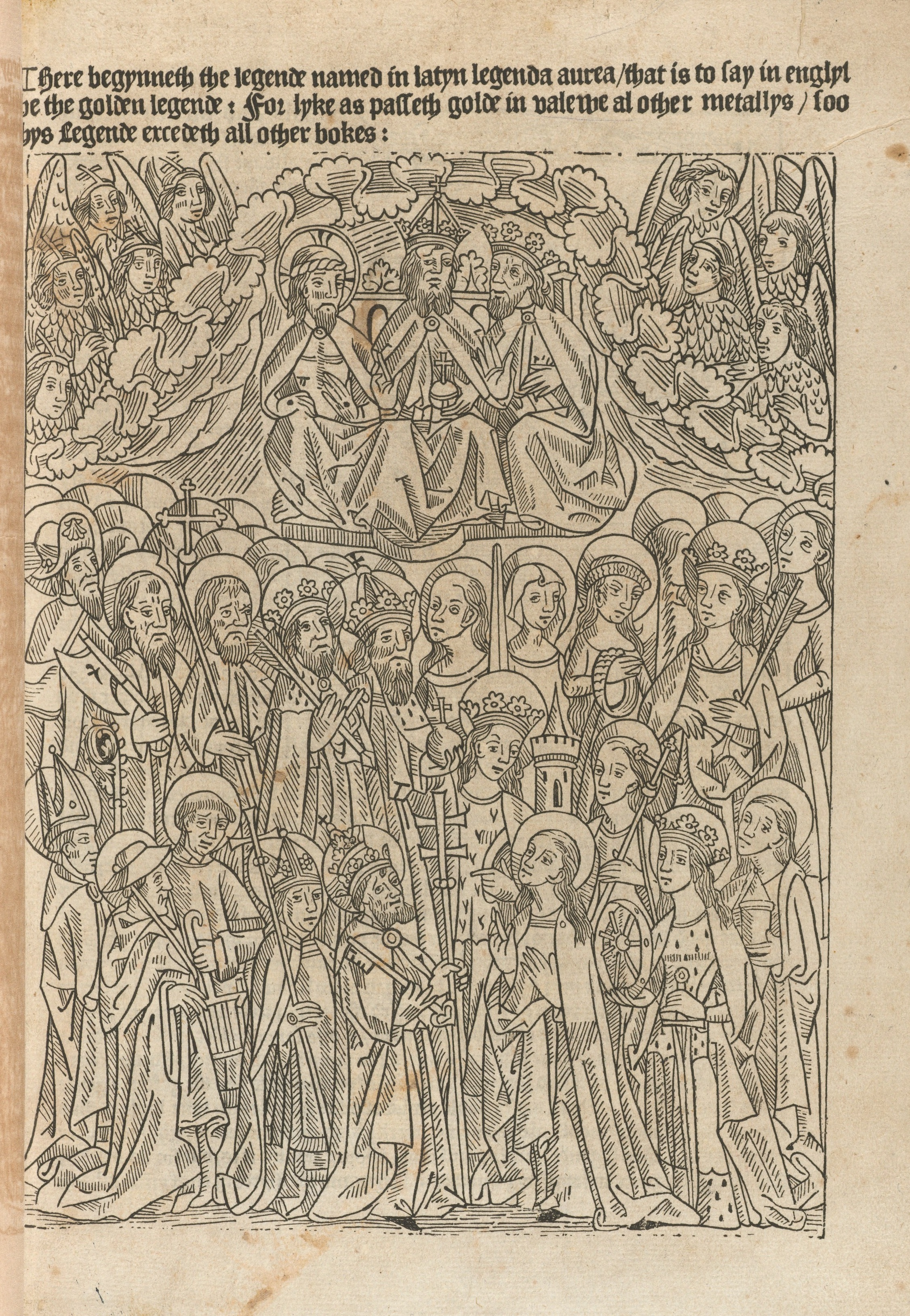
"Saints in glory", pagina van een Engelse vertaling, 1493
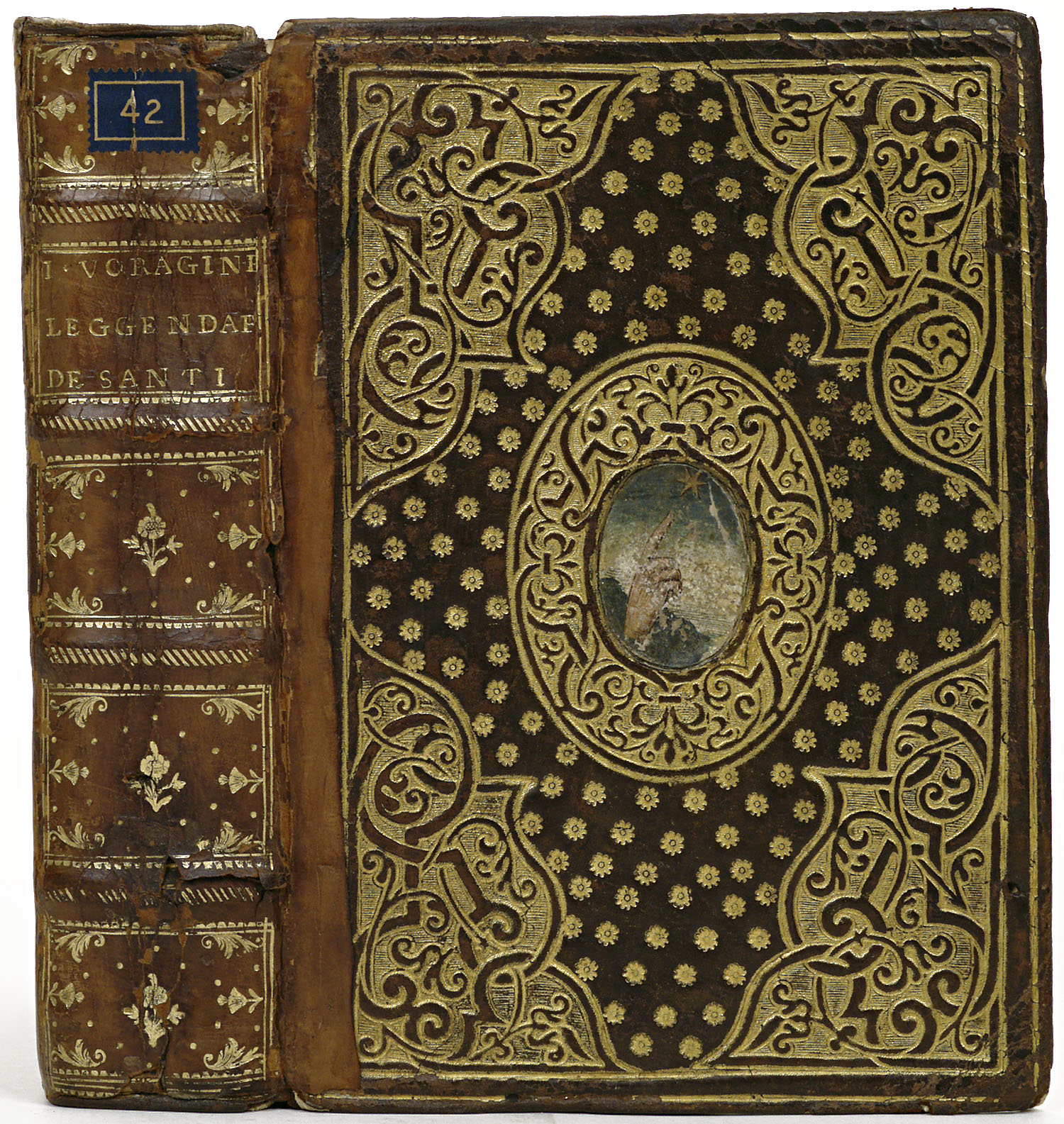
Band van een Venetiaanse uitgave, 1576